# Carlisle (efternamn)
Carlisle är ett engelskt efternamn från Carlisle.

## Personer med efternamnet Carlisle
- Anthony Carlisle (1768–1840), brittisk kirurg
- Alexander Carlisle (1854–1926), brittisk skeppsbyggare
- Belinda Carlisle (född 1958), amerikansk artist
- John G. Carlisle (1834–1910), amerikansk politiker